# اولاویر آرنالس
اولاویر آرنالس (ایسلندی: Ólafur Arnalds؛ ‏ تلفظ ایسلندی: [ˈou:lavʏr ˈarnals]‏) یک موسیقی‌دان ایسلندی است. او در سوم ماه نوامبر سال ۱۹۸۶ به دنیا آمده‌است. کارهای این موسیقیدان جوان بیشتر شامل اجراهای پیانو با لوپ‌ها و گزاره‌هایی از موسیقی کلاسیک و پاپ است.

## آلبوم‌ها
- ۲۰۰۸: Eulogy for Evolution
- ۲۰۰۸: Variations of Static (EP)
- ۲۰۰۹: Found Songs (EP)
- ۲۰۰۹: Dyad 1909 (EP)
- ۲۰۱۰:...And They Have Escaped the Weight of Darkness
- ۲۰۱۱: Living Room Songs (EP)
- ۲۰۱۳: For Now I Am
- ۲۰۱۴: Gimme Shelter
- ۲۰۱۶: Island Songs (EP)
- ۲۰۱۸ : (re:member)